# Silvana Santaella
Silvana Santaella Arellano (Caracas, 23 settembre 1983) è una modella venezuelana, incoronata Miss Italia nel mondo 2004.

## Carriera
Nel 2000, all'età di 16 anni, partecipa al concorso di bellezza Teen Model Venezuela vincendo il titolo. Il 16 ottobre 2003, ha partecipato al concorso di bellezza nazionale Miss Venezuela, tenuto a Caracas, con il titolo di Miss Península de Paraguaná, dove si è classificata Primera Finalista (prima tra le non premiate).
Nel 2004 è giunta in finale, arrivando al terzo posto, nel concorso Reinado Internacional del Café. Sempre in quell'anno è stata incoronata Miss Italia nel mondo 2004.
A Caracas, il 7 giugno 2007, durante la finale di Miss Venezuela, è stata incoronata Sambil Model/Miss Terra Venezuela 2007 dalle detentrici del titolo uscente, Marianne Puglia, Miss Fuoco 2006 e Alexandra Braun, Miss Terra 2005.
Silvana Santaella ha quindi ottenuto la possibilità di rappresentare il Venezuela a Miss Terra 2007, dove è stata incoronata Miss Acqua (terza classificata). Il concorso è stato poi vinto dalla canadese Jessica Trisko.